# Mantalspenningar
Mantalspenningar är en personlig ordinarie kronoskatt i Sveriges och Finlands historia. Skatten betalades från 1600-talet till 1900-talet av varje person av båda könen utan avseende på inkomst eller förmögenhet, dock var vissa grupper undantagna. Skatten kom att ligga till grund för mantalsskrivningen i Sverige.
Ordet mantalspenningar är bildat av ordet mantal i betydelsen "mannatal", antal personer, och inte i betydelse av skattemått på jorden (såsom i ordet "mantalsränta"). Skatten har sitt ursprung i kvarntullen som rikets ständer åtog sig 1625. Prästerskapet och bondeståndet tilläts 1627 att i st.f. kvarntull av i handkvarnar förmald säd erlägga en personlig avgift, och sedan kvarntullen 1633–1634 försöksvis på vissa orter alldeles utbytts mot personliga avgifter ("efter mantalet"), blev denna skatteförvandling utan särskilt riksdagsbeslut, men med samtycke av en del landsorter 1635 allmänt genomförd. Undantagna från mantalspenningar var adeln (världsliga frälset) samt adelns tjänare, biskopar och professorer vid universiteten, präster (andliga frälset – däremot inte deras hustrur eller tjänstefolk), militärer (däremot inte deras hustrur eller vuxna barn), samt fattiga och arbetsoförmögna jämte barn under 15 år.
Vid några följande riksdagar förekom protester mot att "mantalspenningarna" skulle betraktas som annat än en tillfällig bevillning, men i ett regeringsbeslut 1642 hävdades att kvarntullen som låg till dess grund för all framtid beviljats "till regementets understödjande", och då riksdagen härvid lät bero, blev mantalspenningarna en ordinarie skatt.
På grund av riksdagsbeslut 1655 återinfördes kvarntull i st.f. mantalspenningar i vissa städer och fortfor i Stockholm, Göteborg och Karlskrona, till dess den även i dem jämlikt riksdagsbeslut 1810 utbyttes mot mantalspenningar (k. kung. 30 nov. 1810 och 10 febr. 1813, bevillningsförordn. 8 aug., k. brev 16 aug. och Kammarkolleg. kung. 26 sept. 1815).
Adeln åtnjöt befrielse från mantalspenningar för sig och sitt husfolk från 1640 till 1810 års jämkning i ståndsprivilegierna. På grund av särskilda bestämmelser förekom även andra olikheter med avseende på skyldigheten att utgöra mantalspenningar (även efter 1810). Först genom k. förordningen 24 april 1863 blev allmängiltiga och likformiga grunder för skattens utgörande i Sverige fastställda. Enligt denna förordning ska mantalspenningar utgå med 40 öre för man och 20 öre för kvinna av var och en som uppnått 18 års ålder, och befrielse åtnjutes endast 1) av personer som erhåller fattigunderstöd eller som av vederbörande kommunalstyrelse anses böra till följd av fattigdom eller sjuklighet från skatten fritagas, 2) av gemenskapen vid arméns och flottans värvade regementen och kårer, 3) av inbyggarna i lappmarkerna, dock blott av den egentliga lappallmogen, sedan särskild mantalsskrivningsförordning utfärdats för lappmarkerna, vilket skedde 9 november 1866. Genom ändring 25 maj 1894 i förordningen om mantalspenningar borttogs ur denna bestämmelsen om andra inbyggare i lappmarkerna än den egentliga lappallmogen.
Mantalspenningarna i Sverige var i 1912 års statsverksproposition beräknade till 825 000 kr.
Mantalspenningar avskaffades 1924 i Finland och 1938 i Sverige.